# Пиеро Пелу
Пиеро Пелу (на италиански: Piero Pelù), роден Пиетро Пелу (Pietro Pelù; * 10 февруари 1962 г. във Флоренция, Италия), е италиански певец и автор на песни.
Той е вокалист на рок групата „Литфиба“. Освен с творческата си дейност е известен и с активизма си чрез музиката и текстовете на песните си, концертите и публичните си изяви. Смятан е за един от най-обичаните и влиятелни рокаджии на италианската музика. Той печели наградата „Лунеция“ три пъти – през 2004, 2014 и 2020 г.

## Биография

### Начални години
Пиеро Пелу е роден и израснал във Флоренция, но семейството му е родом от Маса – град, в който рокаджията все още прекарва по-голямата част от свободното си време. Баща му Джовани Пелу е рентгенолог, а майка му Кристина – домакиня. Има по-голям с две години от него брат Андреа, продавач на финансови услуги и негов мениджър.
Пелу се приближава към рок музиката на 8-годишна възраст с покупката на първата си китара Еко Елдорадо. Две години по-късно, в Париж, той е силно впечатлен от албума на Блек Сабат Paranoid и по-специално – от китариста Тони Айоми. Първата плоча, която си купува, е Revolver на Бийтълс. През 1976 г. присъства на първия си рок концерт: този на италианската прогресив рок група Ню Тролс.
Задължен от родителите си, той се записва в Класическия държавен лицей „Данте“ във Флоренция (макар че желае да учи в Държавния художествен лицей на Порта Романа), а по-късно се премества в Класическия лицей „Микеланджело“. Започва да се увлича по музиката и особено по пеенето, като става фен на Дженезис с Питър Гейбриъл. В лицей „Микеланджело“ Пелу основава като вокалист групата Мунионс (Mugnìons), кръстена на река Муньоне, която минава в непосредствена близост до дома му. Първият им концерт е на 8 март 1980 г. пред няколко съученици. В този период Пиеро започва да се нарича с прозвището Пиеротън в чест на Джони Ротън, а и защото думата rotten означава 'прогнил' на английски, което е считано за добро определение за почиталите на пънка.
Обича да разглежда географския атлас и прекарва часове над него да разучава градове, нации и континенти. Желае да свири в група и за да може да пътува по света. Първите си музикални печалби влага веднага в пътувания.
След като през 1980 г. завършва гимназия, той заминава за Лондон, вдъхновен от английския пънк и решен да се премести завинаги там. Разочарован от пънкарите обаче, които смята за буржоазни, Пелу се завръща във Флоренция. Следва една година право и една година политология в университета, но изоставя обучението, за да се посвети на музикалната си кариера. Бидейки пацифист, изкарва военната си служба чрез социално полезен труд през 1984 – 1985 г.

### Раждане на Литфиба (1980 – 1989): Трилогия на властта
С края на група Минионс Пелу се присъединява към Антонио Аяци, Федерико „Гиго“ Рендзули, Джани Мароколо и Франческо Каламай в основаването на група Литфиба. Истинският им дебют се състои на 6 декември 1980 г. в Рокотека Брайтън (сграда към Народния дом в подселището на Флоренция Салиняно). Той се превръща в основен автор на текстовете на всички песни на групата и благодарение на голямата си театралност на сцената става неин харизматичен фронтмен.
За кратко време Литфиба натрупват голям брой концерти в цяла Италия и през юни 1982 г. печелят Втория италиански рок фестивал в Болоня, където представят първото си самостоятелен току-що излязъл миниалбум: „Война“ (Guerra). Въпреки положителния отзвук на публика и критика, за групата е трудно да намери звукозаписна компания, която да сключи договор с тях. Междувременно те си сътрудничат с театралната компания „Криптон“ и създават саундтрака на постодерния спектакъл на трупата „Еней от Криптон“ (Eneide di Krypton), публикуван от Суоно Едициони Музикали. През декември 83 г. свирят в Рен, Франция на фестивала Trans Musicales, като получават добър прием от публиката.
Литфиба са забелязани от младия продуцент Алберто Пирели, който решава да подпише договор с тях и основава IRA Records – нов независим лейбъл, с който групата издава през 1985 г. първия си албум „Политически затворник“ (Desaparecido). Той е последван от албума „17 царя“ (17 re) през 1986 г. – първият двоен албум в историята на италианската независима музика; той е считан за един от крайъгълните камъни на италианския ню уейв. През 1988 г. излиза по-рокаджийският „Литфиба 3“ (Litfiba 3). Трите албума съставляват Трилогията на силата (Trilogia del potere), основана на отхвърлянето на тоталитаризма.
През този период Литфиба развиват лична интерпретация на ню уейв, като комбинират средиземноморското звучене с англосаксонската дарк атмосфера: така се ражда един доста специален стил, който им позволява да бъдат забелязани дори в чужбина. Тази музикална продукция включва също албумите на живо „2-5-87 (отворете очите си)“ (12-5-87 (aprite i vostri occhi)) от 1987 г. и „Пират“ (Pirata) от 1989 г. С последния албум групата преминава към CGD – дъщерно дружество на голямата Уорнър Музик Груп; воден от сингъла „Бандит“ (Cangaceiro), албумът става златен диск и ги поставя на сцената като успешна италианска рок група.
В тази фаза на промени Литфиба са белязани от изоставянето на басиста Джани Мароколо и от внезапната смърт на барабаниста Ринго де Палма, участник с Пелу в група „Мунионс“ и негов близък приятел. По този начин групата е принудена да преоткрие себе си, но единствените собственици на марката остават Пелу и китаристът Гиго Рендзули до 1999 г.

### 1990 – 1997 г.: Тетралогия на елементите
През 1990-те години Литфиба се изявяват първо като хардрок група, а след това – с електронен поп рок, радвайки се на успех. Това е десетилетието на Тетралогията на елементите: четири албума, вдъхновени в текстовете и звученето си от четирите природни елемента, които в хронологичен ред са: Огън с албума „Дяволът“ (El diablo), Земя с албума „Земетресение“ (Terremoto), Въздух с албума „Дух“ (Spirito) и Вода с албума „Потънали светове“ (Mondi sommersi). Появяват се също и доста компилации и издания на VHS. Като цяло Литфиба продават близо 2 млн. копия, към които добавят около 1 млн. копия от албума „Безкрайност“ (Infinito) през 1999 г.
Творческото и личното напрежение между Пелу и китариста Гиго Рендзули около управлението на групата става все по-явно. В края на Infinito Tour Пелу решава да напусне Литфиба, посвещавайки се на соловата си кариера. Последният концерт на певеца с Литфиба е на Рок фестивала в Монца през 1999 г.
В интервю от 1999 г. за канал MTV/Rete A Пелу коментира напускането така: „Това ще бъде като абитуриентско парти за мен, защото досега, да речем, считам тези красиви години с Гиго за доста хубав фитнес. От днес започвам да работя сериозно".

### 1999 г.: Солов дебют
Дебютът на Пелу като солист е през 1999 г., когато той все още участва в турнето „Безкрайност“ с Литфиба със сингъла „Моето име е никога повече“ (Il mio nome è mai più), подписан от Лигабуе и Джованоти, приходите от който са дарени на Emergency във връзка с войната в бивша Югославия. Същата година е повикан от Mина да запише „Остани с мен“ (Stay with me) – италианска кавър версия на песента Stay на „Шекспиърс Систърс“, включена в албума на певицата Olio.
Първата телевизионна изява на Пелу като солист е в телевизионното предаване „Честно казано, не ми пука“ (Francamente me ne infischio) на Адриано Челентано, с когото Пелу изпълнява в дует песента на Челентано Svalutation. Същата вечер той представя версия на песента „Стиснати юмруци“ (Pugni chiusi) на групата „И Рибели“, която впоследствие е записана и издадена в сингъла „Ще бъда там“ (Io ci sarò).
През 2000 г. излиза автобиографичната книга на Пелу „Перфектен дефектен“ (Perfetto difettoso), написана в сътрудничество с Масимо Гото. Няколко месеца по-късно певецът издава първия си албум „Нито добри, нито лоши“ (Né buoni né cattivi), воден от синглите „Ще ме има“ (Io ci sarò), „Луд бик“ (Toro loco), „Добър ден, сутрин“ (Buongiorno mattina) и „Бомба бумеранг“ (Bomba boomerang). С този албум стартира официално соловата кариера на Пелу. Придружават го групата Суперкомбо, съставена от други бивши студийни музиканти от последния състав на Литфиба, които го последват при напускането му. Към тях се добавя и китаристът Кристиано Марамоти. Заслужава да се отбележи сътрудничеството му с бившите членове на Литфиба Джани Мароколо и Антонио Аяци в парчето „Знакът“ (Il Segno), както и това с Елиадес Очоа в песента „Хвърчило“ (Aquilone).
Пелу дебютира на живо на Heineken Jammin' Festival в град Имола като основен гост. Следва турне в спортните зали и организиране на шоу с ходещи на кокили, огнегълтачи и жонгльори в „цирков“ стил. През 2001 г. участва във Фестивала на италианската музика в Сан Ремо като специален гост, по време на който отправя апел срещу използването на противопехотни мини. През май участва в Първомайския концерт в Рим.
През 2002 г. излиза албумът му „Ч.Н.У. – Човекът на улицата“ (U.D.S. – L'uomo della strada), станал платинен още преди излизането си. В песента „Въображаема любов“ (Amore immaginario) Пелу пее с индонезийката Ангун.
През 2003 г. публикува „100% на живо“ (100% Live) – EP с 4 песни на живо от турнето „Нито добри, нито лоши“.
2004 г. е ред на албума „Изгубени субекти“ (Soggetti smarriti), който затваря „Трилогията на оцелелите“ и е придружен от издаването на синглите „Вземи ме така“ (Prendimi così), „Богиня музика“ (Dea musica) и „Изгубени субекти“. По повод записа на тази последна, по-интимна творба, той отново си сътрудничи с Джани Мароколо в песните „Също и пеша“ (Anche a piedi) и „Бяга от прегръдката“ (Fugge l'Abraccio), публикувани в албума на Мараколо A.C.A.U. La nostra meraviglia.
Няколко месеца по-късно излиза DVD-то „Между земя и небе“ (Tra cielo e terra) – свидетелство на живо за концерта пред 30 хил. души, записан на Стадион „Дел Маре“ в Пескара, проведен по време на лятна дата от турнето „Изгубени субекти“.
На 2 юли 2005 г. в Циркус Максимус в Рим Пелу участва в Live 8 – концерт в полза на премахването на дълга на развиващите се страни, заедно с Дзукеро, Дюран Дюран, Ренато Дзеро, Клаудио Балиони, Планет Фънк, Джованоти и Лучано Лигабуе. През октомври публикува сборният албум „Настояще“ (Presente) с основните си хитове плюс две непубликувани парчета: „Настояще“ (Presente) и „В моя свят“ (Nel mio mondo), посветена на Дон Андреа Гало – католически свещеник и активист с комунистически и пацифистки идеали. Албумът има и издание в ограничен тираж с приложено DVD, включващо всичките видеоклипове в периода 1999 – 2005 г. През ноември видеоклипът на песента „В моя свят“ получава Специалната награда на Future Film Festival за „най-добра видео творба, създадена с новите творчески технологии, благодарение на високото художествено качество, получено чрез смесването на кадри на живо с анимация“. Пелу получава наградата в университета IULM в Милано, придружен от Дон Гало.
Първият му период като солист се характеризира с желание да се дистанцира от миналото, като в този период той също така подстригва дългата си коса. Следва постепенно помирение с него. През 2005 г., след закупуване на оригиналните записи, той публикува носталгичния албум '99 Live – свидетелство за последното му турне с Литфиба. Същата година участва в сътрудничество с неаполитанската група Биска в реализацията на анимационния филм „Зората на предходния ден“ (L'alba del giorno prima) с патронажа на Европейската комисия. Пелу участва с песента „Твоето бъдеще“ (Il tuo futuro). Също така дуетира на концерт с Биска в песента „Аз съм такъв, какъвто ме виждаш“ (Sono come tu mi vedi). Свири и в акустичната версия с групата си Суперкомбо песните „Дяволът“ (l Diablo) и „Излизам или оставам“ (Esco o Resto). Освен това пее в дует с група „Модена Сити Рамблърс“ във „Войната на Пиеро“ (La guerra di Piero) – кавър версия на песента на Фабрицио де Андре. Участва и в албума на Едоардо Бенато La fantastica storia del Pifferaio Magico, като пее в песента „Градът трепери“ (La città trema).

### 2006 г.: Завръщане към рока и ФестивалFi.Esta
През 2006 г. излиза албумът му „В лицето“ (In faccia), който бележи прехода към Сони Би Ем Джи. С него Пелу изоставя поп звученето, характеризиращи първите му самостоятелни албуми, за да прегърне по-рокаджийски стил и звучене. По този повод той променя структурата на своята група, по-специално с влизането на китариста Саверио Ланца, който дава своя значим принос в аранжимента. Дебютният сингъл „Племе“ (Tribù) е представен на Първомайския концерт в Рим. По време на турнето след албума този нов състав на групата, с Даниеле Бани на бас китара и Паоло Балиони на барабани, започва да се нарича P-Trio.
През юли Пелу популяризира доброволчески проект на италианската неправителствена организация Ucodep, активна в Доминиканската република повече от 10 години с проекти, насочени към подобряване на условията на живот на местното население и правото на училищно образование за децата. По време на пътуването по маршрута Ruta del Café, във Valle de Bonao, е заснет видеоклипът на сингъла „Було“ (Velo). Турнето „В лицето“ отново праща Пиеро в чужбина: след години той се завръща, за да пее в Париж, Женева, на летен фестивал в Белгия и дори в Ханой на концерт, организиран от посолството на Италия като част от „Седмицата на културата и италианската икономика“, озаглавен „Италианска дъга“.
През юни 2007 г. издава концертния си албум MTV Storytellers, записан в Миланската консерватория и състоящ се от 18 парчета, които редуват изпълненията на рокера на живо с интервюта. През лятото на 2007 г. е нает за художествен ръководител в координацията и развитието на Fi.Esta – летен музикален фестивал в община Флоренция. От края на май до края на септември Пелу организира концерти (Зиги Марли, Елио е ле Сторие Тезе, Гогол Бордело, Енио Мориконе и Мюз), изложба на поредицата комикси „Корто Малтезе“ на Уго Прат (в сътрудничество с журналиста на Rai Винченцо Молика), поетични четения на Арнолдо Фоа, среща с режисьора Спайк Лий във Форте Белведере, уроци по театър с Дарио Фо и Франка Раме (които говорят за Микеланджело в амфитеатъра на Фиезоле) и четене на Роберто Бенини на Петата песен на „Ад“ от Божествената комедия на Данте. В края на годината той напуска работа, за да се посвети на създаването на новия си албум.
През 2008 г. излиза албумът му „Феномени“ (Fenomeni), който веднага застава на трето място в класацията на най-продаваните албуми в Италия според FIMI. Същият албум може да бъде изтеглен от Интернет в луксозна версия с песните „Революция“ (Revolution) – кавър версия на песента на Бийтълс, и „Джиг робот“ (Jeeg Robot), според градска легенда приписвана в оригиналното си изпълнение на младия Пелу. След дългото лятно турне, през зимата на 2009 г. певецът представя за първи път в кариерата си в спектакъл, който съчетава музика и театър. Вариантът на турнето „Феномени в театъра“ (Fenomeni in Teatro) е написан съвместно с актьора Серджо Бустрич, който е и негов режисьор. Сценографията на шоуто се основава на темите на песните от състава и е вдъхновена от футуризма и скулптора Александър Калдер.
На следващото лято Пелу предлага на ромската група Акуараджа Дром проект, озаглавен Acquasantissima Rock 'n' Rom, в който се предлагат песни от периода на Литфиба, други от неговия солов репертоар и някои парчета на самите Акуараджа Дром, всичко с фолк рок звучене. Пелу участва и със супергрупата „Обединени изпълнители за Абруцо“ в създаването на сингъла „Утре 21/04.2009“ (Domani 21 / 04.2009), приходите от който са дарени на благотворителния фонд „Да спасим изкуството в Абруцо“. След това той прави дует с групата Даго в парчето „Велик дух“ (Grande Spirito), публикувано в бокс-сета „Никаква милост“ (Nessuna pietà) на Марко Вики.

### 2009 г.: Завръщане в Литфиба
На 11 декември 2009 г. завръщането на Пелу като солист на Литфиба е официално обявено на официалния уебсайт на групата. През 2010 г. участва в дълго турне, което се радва на одобрението на публиката. На 1 юни 2010 г. излиза „Свободна държава на Литфиба“ (Stato libero di Litfiba) – двоен албум на живо, който е сертифициран платинен, състоящ се от 24 исторически песни и две неиздадени: „Черно слънце“ (Sole nero) и „Клатушкам се“ (Barcollo).
През март 2011 г. Литфиба предприемат мини турне, което минават през основните европейски столици (като свирят за първи път в Лондон). От този опит се появява документалният филм „Бягащи мозъци – Европа на живо 2017“ (Cervelli in fuga – Europa live 2011), който редува изпълнения на живо със задкулисни сцени и интервюта, режисирани от самия Пелу в сътрудничество с Марио Пиреда. Документалният филм е прожектиран в основните италиански кина в една единствена вечер в навечерието на публикуването на новия неиздаден албум.
На 17 януари 2012 г. излиза албумът на Литфиба „Велика нация“ (Grande nazione), който е сертифициран със златен диск, продавайки 30 хил. копия. По време на следващото турне Литфиба свирят за първи път на Арена ди Верона.
От 7 март до 30 май 2013 г. Пелу е един от треньорите на първото издание на шоуто за таланти Voice of Italy, излъчвано по Rai 2, заедно с Рафаела Кара, Рикардо Кочанте и Ноеми. В първата фаза той избира Кристиано Годано от групата Марлене Кунц за свой творчески консултант. Финалистът на отбора му Тимоти Кавикини заема второ място.
На 26 март 2013 г. излиза коцертният албум „Трилогия 1983 – 1989 на живо 2013“ (Trilogia 1983 – 1989 live 2013) по повод едноименното турне, в което участват двамата исторически членове на Литфиба – Джани Мароколо (бас китара) и Антонио Аяци (клавишни).
На 23 септември същата година Литфиба обявяват пауза: Пелу и Рендзули се посвещават на личните си проекти, а през есента на 2014 г. започват да работя заедно по новия албум на групата.

### 2013: Нов самостоятелен албум
На 19 ноември 2013 г. излиза компилацията „Фоторобот“ (Identikit), съдържаща повечето от соловите изпълнения на Пелу с добавянето на неиздадените „1000 урагана“(Mille uragani) и „Стоя рок“ (Sto rock).
На 12 март 2014 г. Пелу участва отново в шоуто за таланти The Voice of Italy като треньор заедно с Ноеми, Рафаела Кара и Джей Акс. През април 2014 г. започва мини турне от четири концерта за популяризиране на албума „Фоторобот“, по време на което пее в Рим, Падуа, Милано, Флоренция и отново в Рим за Първомайския концерт. Приблизително по същото време излиза и втората му автобиография „Фоторобот на един бунтар“ (Identikit di un rebelle), написана заедно с Масимо Кото (бивш сътрудник по изготвянето на първата му автобиография „Перфектен дефектен“). Книгата получава специалната награда „Лунеция“.
През септември 2014 г. участва в снимките на среднометражния филм „Теб те нямаше“ (Tu non c'eri) по сценарий на писателя Ери де Лука и режисиран от Козимо Дамяно Дамато. Пелу също редактира саундтрака на филма, за който през 2016 г. получава признанието за „Мъж изпълнител на годината“ на Римската награда за видеоклипове
На 25 февруари 2015 г. участва като треньор за трети пореден път в Voice of Italy, заедно с Ноеми, Джей Акс, Роби Факинети от Пух и сина му Франческо Факинети.
Заедно с Федерико Фиумани – исторически лидер на групата Диафрама, в края на март 2015 г. Пелу публикува „Дупки във водата“ (Buchi nell'acqua). Това е сингъл, написан от двамата рокери, чиято B страна е песента на Литфиба „Амстердам“ (Amsterdam) във версия на Диафрама, записана в историческата мазе за репетиции на Литфиба на ул. де' Барди във Флоренция.

### 2016 г.: албумEutòpia
На 7 октомври 2016 г. излиза „Невъзможното“ (L'impossibile) - първият сингъл от новия албум на Литфиба „Евтопия“ (Eutòpia). На 11 ноември излиза и самият албум, който заедно със „Свободна държава на Литфиба (“Stato libero di Litfiba) и „Велика нация“ (Grande Nazione) завършва Трилогията на държавите, започната през 2010 г. Фабрицио Симончони – музикант и исторически сътрудник на групата, влиза в състава ѝ на клавишни. На 6 януари 2017 г. излиза вторият сингъл от албума: „Чужденец“ (Straniero), а третият и последен сингъл е „Мария Кураж“ (Maria Coraggio), посветен на сътрудничката на правосъдието и жертва на мафията Леа Гарофало. „Евтопия“ е сертифициран със златен диск, който се присъжда на групата през юни по време на вечерта на Музикални награди „Уинд“ 2017 на Арена ди Верона.

### 2018 – 2019 г.
През 2018 г. Пелу участва, за втори път в кариерата си като гост на Фестивала в Санремо. По време на четвъртата вечер той дуетира с Клаудио Балиони в памет на Могол и Лучо Батисти с песента „Времето на смъртта“ (Il tempo di morte). През 2018 г. се завръща на живо самостоятелно с Warm up tour, придружаван от Bandidos – неговата подкрепяща група, съставена от Джакомо Кастелано на китара, Чичо Ли Каузи на бас китара и Лука Мартели на барабани. Читателите на онлайн списанието Rockol гласуват за турнето като за „Най-добре изпълнение на живо на италиански изпълнител“, като той печели Rockol Awards 2018.
На 18 октомври 2019 г. излиза сингълът „Пикник в ада“ (Picnic all'inferno), посветен на шведската екологична активистка Грета Тунберг, последван от турне с шест дати на име „Добре дошъл на света“ (Benvenuto al mondo tour).

### 2020 – 2021 г.: Фестивал в Санремо, албумPugili fragili, турнеGigante liveи театър
На 31 декември 2019 г. е обявено участието на Пелу във Фестивала на италианската песен в Санремо 2020 за първи път като изпълнител в конкурса, с песента „Гигант“ (Gigante), която се класира на пето място. Участието във фестивала е последвано от публикуването на „Крехки боксьори“ (Pugili fragili) – първият албум с оригинални парчета от 2008 г. насам.
През юли 2021 г. стартира дългоочакваното турне на Пелу „Гигант на живо“ (Gigante live): серия от концерти в Италия, която завършва на 16 септември във Флоренция.
През 2021 г. той се доближава до света на театъра, играейки ролята на разказвач в две пътуващи представления. През септември в Трапани се провежда спектакълът „Пиеро и вълкът“ (Piero e il lupo) – концерт с рецитиращ глас на приказката на Сергей Прокофиев „Пиерино и вълкът“. В него Пелу рецитира текста, написан от руския композитор, под диригентската палка на Джана Фрата, артистична директор на Сицилианския симфоничен оркестър и негова съпруга.
На 24 март 2022 г. по Амазон Прайм Видео излиза филмът на Клаудио Амендола I cassamortari, където Пелу, освен че играе ролята на рок звезда, пише саундтрака заедно с продуцента и мултиинструменталист Валерио Карбони, предшестван два дни преди пускането му от сингъла Sete di vita („Жажда за живот“). През следващите месеци рокерът предприема турне с Литфиба, озаглавено L'ultimo girone, което е обявено като последната глава в историята на групата преди разпадането ѝ.

## Художествени влияния
Животът на Пиеро е разтърсен през 1977 г. от репортажа на Майкъл Перголани за революцията в пънк културата в Лондон, който има възможност да види в телевизионното предаване Odeon. Tutto quanto fa spettacolo. Той се разпознава в пънка и прегръща неговата философия, за да се отдалечи дълбоко от младежката реалност, с която не се идентифицира. Започва да слуша „Секс Пистълс“, „Студжис“, „Стренглърс“ и „Клаш“. Заедно с Федерико Фиумани и някои други приятели Пиеро става един от малкото младежи пънкари във Флоренция.
Има голям интерес към средиземноморските култури като цяло и свързаната с тях фолклорна музика, по-специално към калабрийската тарантела, пицика и ребетико, а също така и към културите и музиката на Северна Африка и Близкия Изток. Особено влияние върху въображението му оказват музикалните приказки на плочи на изд. Fabbri editori, особено тази за Аладин и вълшебната лампа. Очарован е от екзотичната и ориенталската атмосфера, а в миналото има възможност да подхранва тази си страст чрез старо радио с лампи, благодарение на което слуша Радио Истанбул и Радио Тирана.
Любимите му книги са „Тортила Флет“ на Джон Стайнбек и екзотичните истории на Емилио Салгари, по-специално „Тигрите на Момпрасем“. Той е голям почитател на френския поет Жак Превер, за когото пише предговор към публикацията му от 1996 г. Сред фигурите, повлияли на стила му на писане, несъмнено важна роля играят Едоардо Бенато и Енцо Яначи. Иронията в парчета като Слава Богу, че сега го няма Нерон“ (Meno male che adesso non c’è Nerone) на Бенато и „И аз идвам. Не, ти не“ (Vengo anch'io. No, tu no) на Яначи е отправната точка, от която Пиеро винаги се вдъхновява за писането на текстовете на песните му.
В начина си на използване на гласа си Пелу има много учители, но никого по-конкретно. Сред певците той най-много се възхищава на Деметрио Стратос (солист на „И Рибели“), Дейвид Боуи и Иги Поп. Иги Поп е неговият абсолютен идол и от него той черпи вдъхновение за начина на държане на сцената и най-вече за хвърлянето върху публиката – жест, който често обича да практикува в изпълненията си на живо. Освен това в началото на 1980-те години Пиеро посещава няколко театрални семинара, включително такива за мимове и неутрални маски, като един от тях е особено важен за него – този на театралния режисьор Орацио Коста. Това е метод, който съчетава звука на думите и тяхното значение с жеста на тялото и израза на гласа, който е ценен за определянето на начина му на сценично присъствие. Целият този набор от влияния и изследвания оформят така начина му на пеене и изпълнение, вкл. и с тялото, на всичко онова, което певецът изразява.

### Стилистични фази
По време на своята 40-годишна кариера Пелу преминава през различни стилистични и естетически фази. По време на участието си в гимназиалната група Минионс, а след това и в първите си години на участие в Литфиба той показва постпънк и ню уейв стил, появявайки се често на сцената с дълги поли и с дълга коса, почти винаги вързана, и от време на време бос. Към края на 80-те години имиджът му еволюира, постепенно придобивайки все по-рокаджийски вид: облечен е в с кожени панталони и ботуши на Бийтълс, като той сам измисля облеклото си. Пелу също се показва с все по-дълга и дива коса, парадирайки с дълги бакенбарди, ефектни обеци и голи гърди. Този образ, който е вярно увековечен на корицата на албума на Литфиба „Пират“, е този, който, особено в периода на албумите на Литфиба „Дяволът“ и „Земетресение“ и свързаните с тях турнета, му позволява да спечели репутация на бунтар и проклетник. Благодарение на начина си на сценично държане и на често провокативните си нагласи Пелу печели репутация на „Сценично животно“ на италианския рок.
В края на 90-те години, с Литфиба и по-късно по време на соловата си кариера, Пелу постепенно изоставя агресивната и провокативна фигура, за да се обърне към обществеността и медиите с все по-мек и успокояващ имидж. Със завръщането си в Литфиба в края на 2009 г. Пелу умишлено прегръща характерния рок стил, който го прави известен в началото на 90-те год.

## Личен живот
Пиеро Пелу има три дъщери: Грета Луна Пелу, родена на 14 август 1990 г. (която го прави дядо през 2017 г. с раждането на сина ѝ Роко) и Линда Пелу, родена през 1995 г., и двете от връзката му с Розела, и Дзое Пелу, родена през 2004 г. от връзката му с Антонела Бундо. С раждането на първите си две дъщери певецът прави завой от дрогата и алкохола. На 14 септември 2019 г. във Флоренция той се жени за Джана Фрата (род. 22 август 1973 г.) – успешна пианистка и диригентка, с която има връзка от 2016 – 2017 г.
Пелу се обявява за агностик атеист. Въпреки това той се обявява за посветен на Света Сара (Сара Кали). Това му пристрастие към покровителката на ромите се дължи на страстта му към ромската култура, пътуванията и самопределянето му за номадска душа. През 80-те години певецът развива силен интерес към символиката, езотеризма и черепите.
Футболен фен и привърженик на АКФ „Фиорентина“, той е част от футболния отбор „Динамо Рок“.
Живее няколко години в град Сан Кашано ин Вал ди Пеза, където произвежда вино Кианти с марката Gallo Nero.
От 2015 г. е създател и организатор, заедно с приятелите си Джовани ди Пило и DJ Ринго, на Mosquito's Way – пътуващ парад на исторически и ретро велосипеди и мотопеди преди 1990 г., управлявани с педали.
През 2015 г. в бр. 22 на комиксовата фентъзи поредица Dragonero, публикувана от изд. Серджо Бонели, се появява героят Йонус „Две лица“, нарисуван от Валтер Троно. За графичното изображение на героя дизайнерът заявява, че иска да отдаде почит на един от любимия си певец Пиеро Пелу, на когото Йонус всъщност много прилича.
Участва в изданието на Миле Миля за 2018 г., управлявайки Алфа Ромео Джулиета Спринт от 1955 г.
От 4 май 2019 г. Пелу е почетен гражданин на град Олиена.

## Ангажимент за социални и човешки права
Пиеро Пелу участва активно в социалния сектор от много малък. Винаги се обявява за анархист, пацифист и противник по съвест. През септември 1986 г., на четвъртата годишнина от убийството на генерал Карло Алберто дала Киеза, той работи лично по организирането на концерта срещу мафията „Музика срещу мълчанието“ на Пиаца Политеама в Палермо. В концерта освен Литфиба участват и най-добрите италиански алтернативни групи от този период (Gaznevada, Moda, DENOVO, Diaframma, Detonazione и Joe Perrino & The Mellowtones).
През септември 1991 г., отново с Литфиба, Пелу участва в Триест-Сараевския мирен марш на пацифистки асоциации срещу предстоящите Югославски войни, който завършва в Сараево с концерт с участие на групата Номади.
През 1996 г. със своята партньорка по онова време той заминава за Сиера Леоне, където тече гражданската война, давайки живот на Проект Сиера Леоне: в сътрудничество с Мисионерите на Муриалдо (Конгрегация „Св. Йосиф“) и Имърджънси, за изграждането на болници за деца, жертви на осакатявания.
През декември 1997 г. Пелу е част от Групата на изпълнителите, съставена от Лучано Павароти, Боно, Брайън Ино, Дзукеро, Лигабуе, Джованоти, Едоардо Бенато и The Chieftains, които отиват в Мостар за откриването на Музикалния център Павароти – структура, създадена с War Child за музикално обучение на деца – жертви на войната. Училището е построено със средства, събрани през 1995 г. (в което участват и Литфиба) и изданията на Pavarotti & Friends през 1996 г.
През 2001 г. получава наградата „В почит към Аугусто“ за интензивната си дейност в полза на извънредните ситуации и на Световния фонд за природата и за подкрепата си за освобождаването на Панчен Лама от Тибет (определен от Амнести Интернешънъл за „най-малкият политически затворник в света“), който през 1995 г. е отвлечен от Народното правителство на Китай.
На 29 ноември 2005 г. Пелу е назначен за художествен ръководител и организатор на Форума на Нелсън Мандела във Флоренция на събитието „Тоскански изпълнители срещу смъртното наказание“, за да отпразнува годишнината от премахването, за първи път в човешката история, на смъртното наказание от Велико херцогство Тоскана през 1786 г. Събраните средства са дарени в подкрепа на Hands Off Cain и Aмнести Интернешънъл.
През лятото на 2020 г. стартира обиколката Clean Beach Tour в сътрудничество с Легамбиенте, в която Пелу почиства плажа Фениля в Орбетело (Тоскана) и този на Санремо (Лигурия). С пауза поради пандемията от Covid-19, през май 2021 г. певецът се връща на работа и заедно с 50 доброволци почиства плажа Старанцано в местността Ривалунга в Провинция Гориция, където са събрани 40 торби с отпадъци, предимно пластмасови.

## Противоречия и спорове
По време на кариерата си Пиеро Пелу прави публични изявления, които в някои случаи предизвикват дискусии.
През 1991 г. по време на турнето на Литфиба El Diablo срещу него са подадени две жалби: първата заради неуважение към италианския флаг, когато, за да отпразнува падането на режима на Чаушеску, певецът, имитирайки румънския народ, който реже комунистическите символи от центъра на знамето им, прави дупка в италианското знаме и го носи като пончо. Втората жалба е за подбуждане към дезертьорство, когато по време на концерт кани присъстващите полицаи да свалят униформите си.
По време на изпълнението на Литфиба на Първомайския концерт в Рим, пеейки парчето „Мистерията на Джулия“ (Il mistero di Giulia), Пелу се обръща иронично към папа Йоан Павел II, чудейки се защо винаги говори за секс, като завършва с изречението: „Папа, нищо не знаеш ти!". Това предизвика различни критики, включително тази на Адриано Челентано във вестник Кориере дела Сера. Същата вечер Пелу е забелязан заради провокативен жест по време на интервюто с Винченцо Молика. В опит да отправи послание за превенция за борба със СПИН, певецът поставя презерватив на микрофона на журналиста, който не реагира на живо, но в действителност е силно подразнен, интерпретирайки жеста като провокация към него.
През 2010 г. по повод концерта в Кампофеличе ди Рочела, по време на ироничен скеч, обявяващ смъртта на Масонската ложа P2, Пелу заявява от сцената: „Във вашата мъка участват сицилианската мафия, калабрийската Ндрангета, неаполитанската Камора, вашият сънародник Марчело дел'Утри и Силвио Берлускони". Това предизвика гневния отговор на Дел'Утри – съветник по културата и младежката политика в тогавашния Провинциален съвет на Палермо, който обвинява певеца, че прави политическа пропаганда чрез жалки популистки и демагогски послания. Представителят на Народът на свободата приканва сицилианските власти да не канят в бъдеще изпълнители като Литфиба. Групата се оплаква, че е забранена от региона и успява да свири в Сицилия едва пет години по-късно, през юли 2015 г., когато свири в Античния театър в Таормина.
На Първомайския концерт през 2014 г. Пелу критикува министър-председателя Матео Ренци, наричайки го „момчето на престъпника Личо Джели“, и го приканва да обърне внимание на вътрешните проблеми на страната като безработица, корупция, купуване на гласове, мафия, Камора и „Ндрангета. Това предизвика реакцията на някои членове на Демократическата партия . На 23 февруари 2019 г. Ренци обявява, че иска да съди Пелу за клевета. В началото на 2020 г. двете страни се споразумяват за обезщетение от 20 хил. евро от Пелу за бившия премиер.
По повод гласуването за Конституционния референдум за реформата Ренци-Боски през 2016 г. Пелу, който агитира за „Не“ на конституционния референдум, обвинява във Фейсбук профила си, че моливът, който му е даден за гласуване, може да се трие, което вдига медиен шум сред политиците и специализираната преса; навярно певецът не е наясно с факта, че чертата с този молив наистина може да се изтрие, но само като остави явен знак за това.

## Награди
- 2001 – Награда „Поклон към Адриано“ за интензивната дейност в полза на Имърджънси и WWF.[65]
- Награда „Италински видеоклип и независими“ MEI за най-добра мейнстрийм реализация на видеоклипа „Добре добре, зле зле“ (Bene bene male male).[66]
- Награда „Лунеция Рок поезия“ за музикално-литературната стойност на албума „Изгубени субекти“ (Soggetti smarriti)
- 2005 – Награда Future Film festival 2005 за видеоклипа на сингъла „В моя свят“ (Nel mio mondo), за най-добра видео-музикална творба, създадена с нови творчески технологии.
- 2005 – Награда „Сребърен клас“ (Spiga D'Argento) за кариера и социален ангажимент.[67]
- 2014 – Награда „Лунеция специално споменаване“ за книгата Identikit di un ribelle[18]
- 2016 – Награда „Де Андре“ за цялостна кариера
- 2016 – Награда Roma Videoclip за мъж изпълнител на годината
- 2018 – Rockol Awards за най-добро изпълнение на живо на италиански изпълнител.
- 2020 – Награда „Лунеция“ за песента „Гигант“ (Gigante)
- 2020 – Награда MEI (Среща на независими лейбъли) за 40 г. кариера
- 2023 – Награда DozzAmbassador за ангажимента си към опазване на околната среда

## Дискография

### С Литфиба

#### Студийни албуми
- 1983 – Eneide di Krypton
- 1985 – Desaparecido
- 1986 – 17 re
- 1988 – Litfiba 3
- 1990 – El diablo
- 1993 – [Terremoto
- 1994 – Spirito
- 1997 – Mondi sommersi
- 1999 – Infinito
- 2012 – Grande nazion
- 2016 – Eutòpia

#### Концертни албуми
- 1984 – Live in Berlin
- 1987 – 12-5-87 (aprite i vostri occhi)
- 1989 – Pirata
- 1994 – Colpo di coda
- 1995 – Lacio Drom (Buon viaggio)
- 1998 – Croce e delizia
- 1995 – '99 Live
- 2010 – Stato libero di Litfiba
- 2013 – Trilogia 1983 – 1989 live

#### Сборни албуми
- 1992 – Sogno ribelle
- 2003 – The Platinum Collection

#### Миниалбуми
- 1982 – Litfiba/Omonimo/Guerra
- 1984 – Yassassin
- 1986 – Transea

### Солови албуми

#### Студийни албуми
- 2000 – Né buoni né cattivi
- 2002 – U.D.S. – L'uomo della strada
- 2004 – Soggetti smarriti
- 2006 – In faccia
- 2008 – Fenomeni
- 2020 – Pugili fragili

#### Концертни албуми
- 2007 – MTV Storytellers

#### Сборни албуми
- 2005 – Presente
- 2013 – Identikit

#### Миниалбуми
- 2003 – 100% Live

## Видеография

### Музикални видеоклипове
С Литфиба
- 1982 - Guerra (версия от минилабума Litfiba)
- 1983 - Luna (версия от сингъла Luna/La preda)
- 1983 - La preda (версия от сингъла Luna/La preda)
- 1984 - Dea del Fujiyama
- 1984 - Elettrica danza
- 1984 - Yassassin (performance)
- 1984 - Yassassin (Radio Edit)
- 1984 - Der Krieg (Guerra) (версия подобна на тази в албума Desaparecido)
- 1985 - Eroi nel vento
- 1989 - Cangaceiro
- 1990 - Tex
- 1990 - El diablo
- 1990 - Gioconda
- 1991 - Proibito
- 1992 - Bambino
- 1993 - Fata Morgana
- 1993 - Maudit
- 1993 - Prima guardia
- 1993 - Sotto il vulcano
- 1994 - A denti stretti
- 1994 - Africa
- 1995 - Lo spettacolo (версия 1)
- 1995 - Lo spettacolo (версия 2)
- 1995 - Spirito
- 1995 - Lacio drom
- 1997 - Regina di cuori
- 1997 - Ritmo 2#
- 1997 - Goccia a goccia
- 1999 - Il mio corpo che cambia
- 1999 - Vivere il mio tempo
- 2010 - Sole nero
- 2010 - Barcollo
- 2011 - Squalo
- 2012 - La mia valigia
- 2012 - Elettrica
- 2016 - L'impossibile
- 2017 - Straniero
- 2017 - Maria Coraggio

Самостоятелни
- 1999 - Il mio nome è mai più
- 2000 - Io ci sarò
- 2000 - Toro loco
- 2000 - Buongiorno mattina
- 2001 - Bomba boomerang
- 2002 - Bene bene male male
- 2002 - Raga'n'roll bueno
- 2003 - Amore immaginato
- 2003 - Stesso futuro
- 2004 - Prendimi così
- 2004 - Dea musica
- 2005 - Soggetti smarriti
- 2005 - Il tuo futuro (feat. Bisca)
- 2005 - Nel mio mondo
- 2006 - Tribù
- 2006 - Lentezza
- 2006 - Velo
- 2007 - Sorella notte
- 2008 - Revolution (кавър на Бийтълс)
- 2008 - Tutti fenomeni
- 2008 - Viaggio
- 2009 - Domani 21/04.2009 (Обединени изпълнители за Абруцо)
- 2013 - Mille uragani
- 2014 - Sto rock
- 2019 - Picnic all'inferno
- 2020 - Gigante
- 2022 - Pugili Fragili
- 2023 - Musica libera (ft. Алборози)

### Видео албуми
- 2004 - Tra cielo e terra (DVD)
- 2005 - Presente (DVD в картонения вариант)
- 2006 - In faccia (DVD във варианта с двоен диск на албума)

#### Видеокасети
- 1990 - Pirata Tour '90
- 1991 - El diablo Tour
- 1992 - Sogno ribelle
- 1995 - Lacio drom (buon viaggio)
- 1998 - Croce e delizia
- 2015 - Terremoto tour '93

## Филмография
- Tu non c'eri, реж. Козимо Дамяно Дамато (2016)
- L'agenzia dei bugiardi, реж. Волфанго де Биази (2019)
- Cassamortari, реж. Клаудио Амендола (2020)

## Телевизия
- The Voice of Italy (Rai 2, 2013 – 2015), треньор
- AmaSanremo (Rai 1, 2020), жури

## Книги
- Perfetto difettoso, Arnoldo Mondadori Editore, 2000. ISBN 88-04-48691-0
- Identikit di un ribelle, Rizzoli Editore, 2014, ISBN 978-88-17-07425-4 – с Масимо Кото
- Spacca l'infinito, Giunti, 2021, ISBN 978-88-09-90586-3